# Паловец
Паловец је насељено место у саставу општине Мала Суботица у Међимурској жупанији, Хрватска. До територијалне реорганизације у Хрватској налазио се у саставу старе општине Чаковец.

## Становништво
На попису становништва 2011. године, Паловец је имао 984 становника.

## Попис1991.
На попису становништва 1991. године, насељено место Паловец је имало 1.132 становника, следећег националног састава:
| Попис 1991.‍   | Попис 1991.‍  | Попис 1991.‍ | Попис 1991.‍ | Попис 1991.‍ |
| ------------- | ------------ | ----------- | ----------- | ----------- |
|               |              |             |             |             |
| Хрвати        | Хрвати       |             | 1.119       | 98,85%      |
| Словенци      | Словенци     |             | 2           | 0,17%       |
| Срби          | Срби         |             | 1           | 0,08%       |
| неопредељени  | неопредељени |             | 1           | 0,08%       |
| непознато     | непознато    |             | 9           | 0,79%       |
| укупно: 1.132 |              |             |             |             |